# (100273) 1994 WO1
(100273) 1994 WO1 es un asteroide perteneciente al cinturón de asteroides, descubierto el 27 de noviembre de 1994 por Takao Kobayashi desde el Observatorio de Ōizumi, Ōizumi, Japón.

## Designación y nombre
Designado provisionalmente como 1994 WO1.

## Características orbitales
1994 WO1 está situado a una distancia media del Sol de 2,405 ua, pudiendo alejarse hasta 3,006 ua y acercarse hasta 1,804 ua. Su excentricidad es 0,249 y la inclinación orbital 8,652 grados. Emplea 1362 días en completar una órbita alrededor del Sol.

## Características físicas
La magnitud absoluta de 1994 WO1 es 15,9. Tiene 3,623 km de diámetro y su albedo se estima en 0,064.